# Attopsis longipennis
Attopsis longipennis är en myrart som beskrevs av Oswald Heer 1850. Attopsis longipennis ingår i släktet Attopsis och familjen myror. Inga underarter finns listade.